# Gewone schorpioenvlieg
De gewone schorpioenvlieg (Panorpa communis) is een insect uit de familie van de schorpioenvliegen (Panorpidae). De vliegtijd is meestal tussen mei en september.

## Verspreidingsgebied
De gewone schorpioenvlieg komt algemeen voor in Nederland. De soort komt voor in tuinen, struikgewas en andere beschaduwde plaatsen; vooral bij netels. 

## Uiterlijk
Hij heeft een lengte van 30 mm. Het is een geel insect met zwarte brede rechthoekige vlekken op de rug. Aan de kop zit een lange rode snuit waarmee het kleine insecten eet. De vleugels zijn doorzichtig met zwarte vlekken, die in vergelijking met de Duitse schorpioenvlieg groter en voller zijn. De soort toont veel gelijkenis met de weideschorpioenvlieg. De mannetjes hebben een schorpioenachtig uiteinde aan de staart. Bij de vrouwtjes is dit afwezig.

## Voedsel
De soort voedt zich met dode insecten, plantensap en vruchten.

## Larven
De vrouwtjes paren meestal met meerdere mannetjes en leggen dan na ongeveer vier dagen in totaal vijftig tot zestig eieren op verschillende plaatsen - twaalf tot twintig elk - in de grond. Na ongeveer tien dagen komen de larven uit de eieren, die zich net als de volwassenen voeden met dode of verzwakte insecten en lijken op rupsen. Tijdens het larvale stadium vervellen de larven drie keer. Ongeveer vier weken na het uitkomen begint de prepupa-fase, die afhankelijk van het seizoen twee weken tot acht maanden duurt. De larven die zich laat in het jaar ontwikkelen, overwinteren in het prepopstadium, terwijl de larven die zich vroeg in het jaar ontwikkelen relatief snel verpoppen en in hetzelfde jaar als een afgewerkt insect uitkomen. Na het verlaten van de poppenschaal heeft het dier ongeveer drie uur nodig om te drogen en klaar te zijn met kleuren.